# Cerro Ancón
El cerro Ancón es una elevación de 199 m situada en la ciudad de Panamá y forma parte del corregimiento de Ancón. Su nombre proviene del «Sitio del Ancón», nombre dado en referencia al ancón que se formaba en la costa del océano Pacífico. Este cerro estuvo bajo la jurisdicción de los Estados Unidos, como parte de la Zona del Canal de Panamá, durante gran parte del siglo XX. A pesar de que se encuentra dentro de la Ciudad de Panamá, no es una zona urbanizada.

## Historia
En sus faldas se encuentran algunas residencias que forman parte de la localidad de Balboa y el antiguo Hospital Gorgas, hoy sede del Hospital Oncológico y de la Corte Suprema de Justicia. En la zona más alta se encuentra Quarry Heights, donde estaba la residencia del gobernador de la Zona del Canal y antigua locación del Comando Sur. El nombre de Quarry Heights proviene de la antigua cantera que es visible desde un lado del cerro. El cerro Ancón posee un búnker subterráneo abandonado, que pertenecía al Comando Sur.[cita requerida]
Desde 1977, con los Tratados Torrijos-Carter, Panamá retomó el control del cerro y una de sus primeras acciones fue la de izar una gran bandera en la cima, como símbolo del fin al enclave colonial en la llamada Zona del Canal. También en la cima se observan algunas antenas de comunicación.

## Flora y fauna
Dado su poco desarrollo, esta elevación es una “isla” cubierta de bosques, dentro de una zona urbana, en donde existen una gran variedad de especies de flora y fauna salvajes por mencionar algunos: perezosos, armadillos, coatíes, tucanes y venados pueden ser vistos en su ambiente natural; por ende esta zona es un área protegida.
En el cerro existe una carretera de una sola vía que es usada por vehículos, solamente durante el día y usada por los visitantes que lo recorren a pie para observar su fauna y flora.

## El cerro Ancón en la actualidad

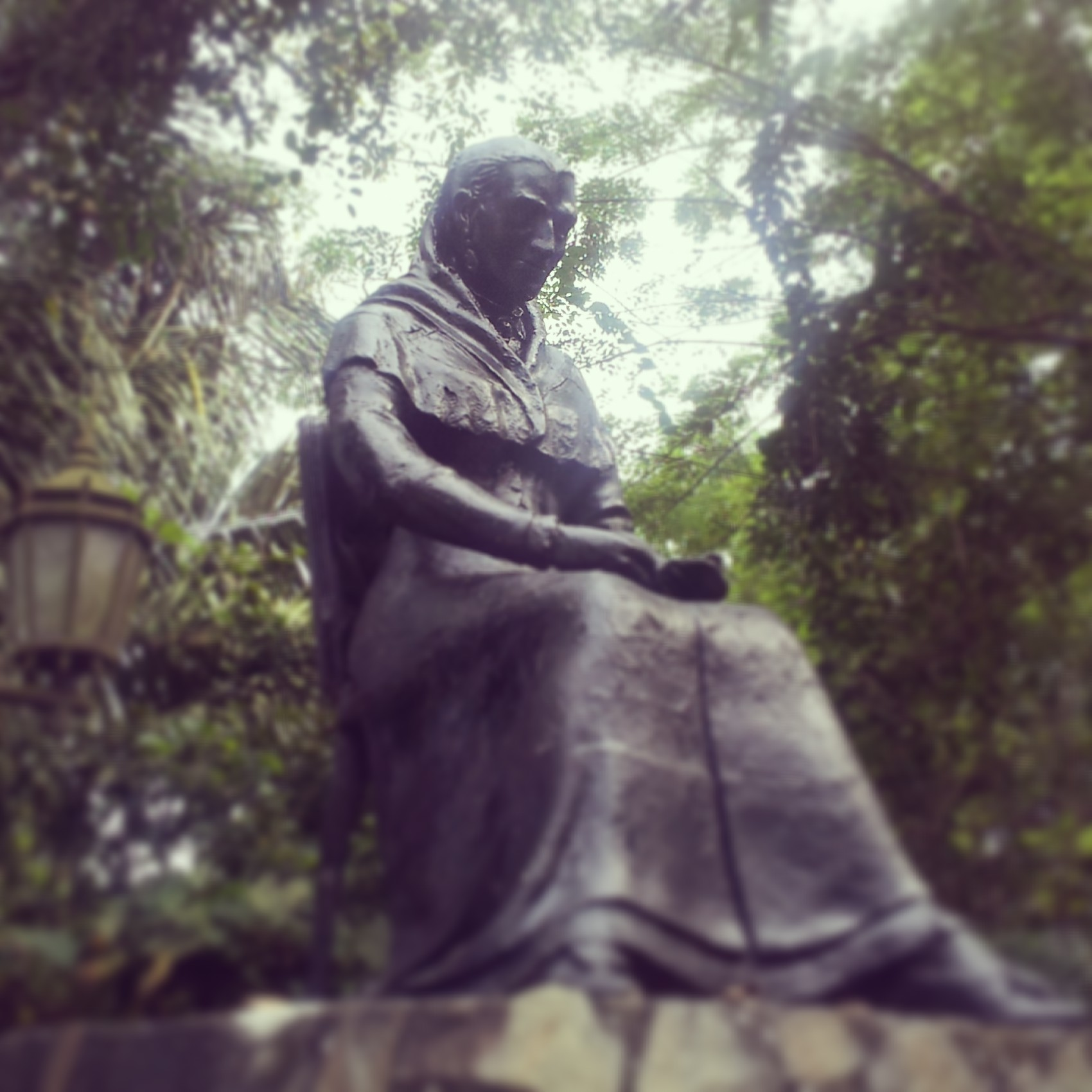
Monumento a Amelia Denis de Icaza en el cerro Ancón.

El cerro Ancón es mencionado en la poesía de la poetisa Amelia Denis de Icaza llamada "Al Cerro Ancón", en el tiempo que formaba parte de la zona del canal estadounidense, y expreso sus sentimientos en el poema. En la cima del cerro se encuentra una estatua de la poetisa.
El nombre Ancón ha sido usado en varias ocasiones: fue el nombre dado al primer barco que cruzó el canal de Panamá, en 1914; es el nombre que se le asignó al nuevo corregimiento, al territorio que conformaba la antigua Zona del Canal, en la provincia de Panamá; y es el acrónimo de la Asociación Nacional para la Conservación de la Naturaleza (ANCON), principal organización ambiental de Panamá.

### Bandera panameña

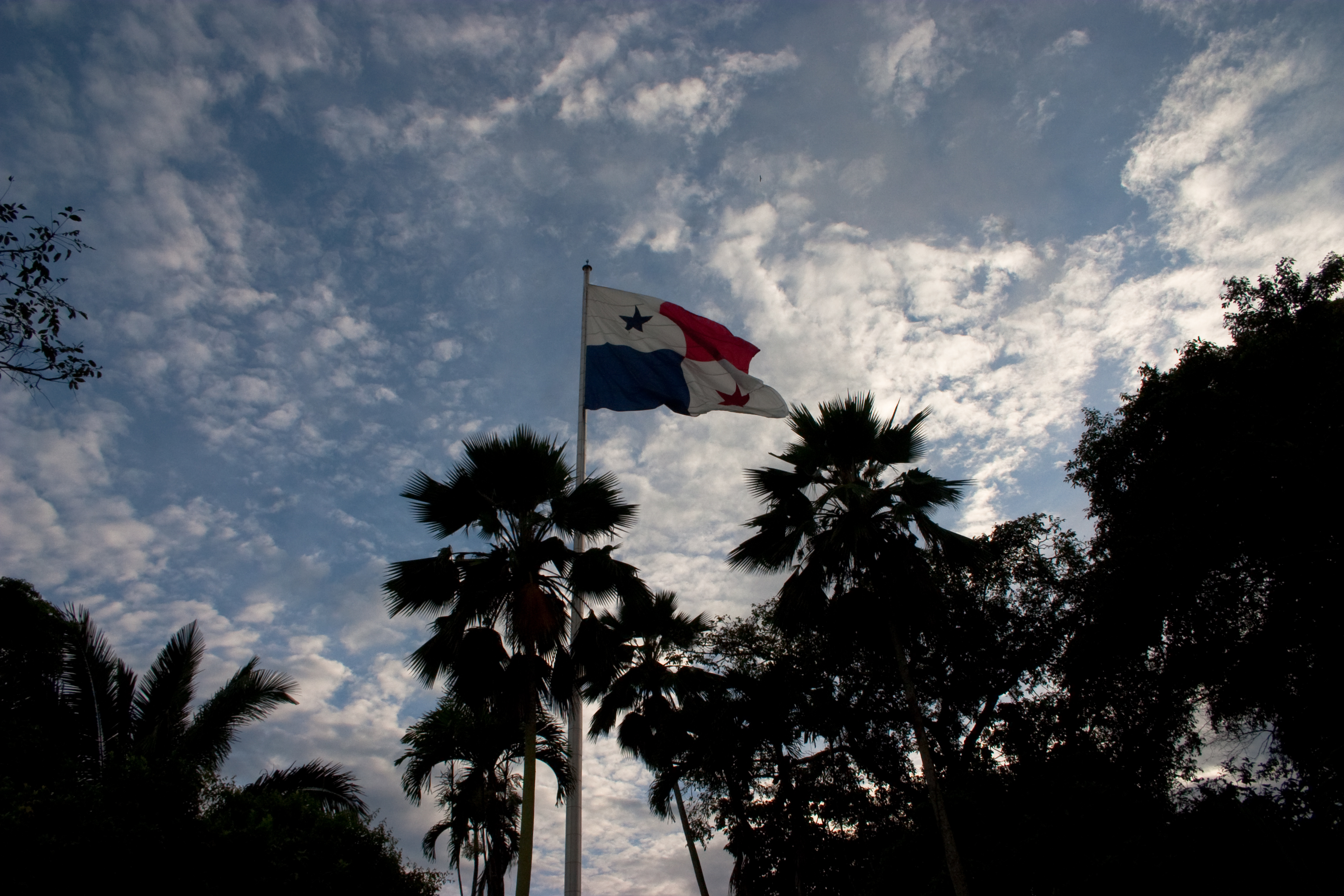
Bandera en la cima de Cerro.

En la cumbre del cerro, se ve la bandera de Panamá, ondea desde el 1 de octubre de 1979 cuando entraron en vigencia los tratados Torrijos Carter. 
La bandera es del tamaño aproximado al de media cancha de baloncesto, 15 x 10 metros y pesa 44 kilos. Mediante decreto, la bandera del Cerro Ancón no es arreada durante la noche ni en lluvia como exige la ley para el resto de banderas en el país.